# Alamella
Alamella is een geslacht van vliesvleugeligen uit de familie Encyrtidae. De wetenschappelijke naam van dit geslacht is voor het eerst geldig gepubliceerd in 1966 door Agarwal.

## Soorten
Het geslacht Alamella omvat de volgende soorten:
- Alamella androgyne Trjapitzin, 1989
- Alamella flava Agarwal, 1966
- Alamella maai Noyes & Hayat, 1994
- Alamella mira Noyes, 1988
- Alamella oxynthes Noyes, 2000